# Sogdijščina
Sogdijščina je bil vzhodnoiranski jezik, ki se je govoril predvsem v srednjeazijski regiji Sogdiji s prestolnico Samarkand v sedanjem Uzbekistanu. Druga pomembna sogdijska mesta so bila Pančakent, Fergana, Hudžand in Buhara v sedanjem Uzbekistanu, Tadžikistanu, Kazahstanu in Kirgizistanu. Govorilo ga je tudi nekaj sogdijskih skupnosti, priseljenih na Kitajsko. Sogdijščina je bila poleg baktrijščine, hotanske sake, srednjeperzijščine in partščine eden od najpomembnejših srednjeiranskih jezikov in ima obsežen literarni korpus. 
Sogdijščino se običajno uvršča v severovzhodno skupino iranskih jezikov. Neposrednih dokazov o zgodnji različici jezika (stara sogdijščina) niso našli, omembe v staroperzijskih napisih kažejo, da je ločena in prepoznavna Sogdija obstajala vsaj od Ahemenidskega cesarstva (559–323 pr. n. št.). 
Tako kot kotanščina je imela sogdijščina morda bolj konzervativno slovnico in morfologijo kot srednjeperzijščina. Sodobni vzhodnoiranski jezik jagnobi je potomec narečja sogdijščine, ki so ga govorili okoli 8. stoletja v Osrušani, regiji južno od Sogdije.

## Zgodovina
V obdobju kitajske dinastije Tang (približno 7. stoletje n. št.) je bila sogdijščina lingua franca na svilni cesti v Srednji Aziji. Kot taka si je nabrala bogato besedišče izposojenk, kot je na primer tim (hotel) iz srednjekitajskega tem (店).
Gospodarski in politični pomen Sogdije je zagotovil preživetje sogdijščine v prvih nekaj stoletjih po muslimanski osvojitvi Sogdije v zgodnjem 8. stoletju. Narečje sogdijščine, ki so ga govorili okoli 8. stoletja v Osrušani (glavno mesto Bundžikat, blizu današnjega Istaravšana, Tadžikistan), regiji južno od Sogdije, se je razvilo v jezik jagnobi in je preživelo do 21. stoletja. Govori ga ljudstvo Jagnobi. 
- Pečat z dvema doprsnima podobama in sogdijskim napisom "Indamik, kraljica Zakante", kušansko-sasanidsko obdobje (300-350 pr. n. št.; Britanski muzej 119999.[10]
- Sogdijsko besedilo iz manihejskega pisma, 9. do 13. stoletje
- Manihejski duhovniki (ujgurski Turki) pišejo sogdijske rokopise, Gaočang/Hočo, Tatimski bazen, okoli 8./9. stoletja n. št.

## Odkritje sogdijskih besedil
Aurel Stein je leta 1907 v zapuščenem stražnem stolpu v bližini mesta Dunhuang odkril 5 pisem, napisanih v sogdijskem jeziku. Pisma, znana kot "Starodavna pisma", so iz konca dinastije Zahodni Jin.  Najdba fragmentov rokopisov v sogdijskem jeziku v kitajski regiji Šindžjang je sprožila preučevanje sogdijskega jezika. Prva strokovnjaka za sogdijščino sta bila Robert Gauthiot in Paul Pelliot. Eden Gauthiotovih najbolj impresivnih člankov je bil besednjak, ki ga je dokončal tik pred smrtjo. Njegovo delo je nadaljeval Émile Benveniste.
Nemške odprave v Turfan na začetku 20. stoletja so odkrile več odlomkov sogdijskih besedil. Odprave je nadziral Etnološki muzej v Berlinu. Fragmenti so skoraj v celoti deli verskih spisov manihejskih in krščanskih piscev, vključno s prevodi Svetega pisma. Večina sogdijskih verskih besedil je iz 9. in 10. stoletja.
Največ manihejskih, budističnih in krščanskih sogdijskih besedil so odkrili v Dunhuangu in Turfanu. V sami Sogdiji je bilo odkritij veliko manj. Poslovna besedila so pripadala manjšemu sogdijskemu kralju Divaštiču. Besedila so bila iz časa muslimanskega osvajanja okoli leta 700.

## Pisava
Tako kot vse pisave, ki so bile v rabi za srednjeiranske jezike, je tudi sogdijska abeceda izhajala iz aramejske abecede. Sogdijska abeceda je neposredni prednik stare ujgurske abecede, ki je sama predhodnica tradicionalne mongolske abecede. 
Samoglasniki niso imeli posebnih črk. Sogdijski jezik se je pisal tudi v manihejski abecedi, ki je imela 29 črk.  V prepisih iz sogdijske pisave v latinico se aramejski ideogrami pogosto pišejo z veliko začetnico. 